# Julia Cohenová
Julia Cohenová, nepřechýleně Julia Cohen (* 23. března 1989 Filadelfie) je americká profesionální tenistka. Ve své dosavadní kariéře nevyhrála na okruhu WTA Tour žádný turnaj. V rámci okruhu ITF získala do září 2012 pět titulů ve dvouhře a tři ve čtyřhře.
Na žebříčku WTA byla ve dvouhře nejvýše klasifikována v červenci 2012 na 97. místě a ve čtyřhře pak v témže měsíci na 141. místě.
Trénuje ji otec Richard Cohen, který je lékař. Bratr Josh Cohen hraje také tenis. Na světovém juniorském žebříčku ITF byla nejvýše postavená na 7. příčce.

## Tenisová kariéra
V roce 2001 se stala americkou mistryní v kategorii 12letých.
Na ázerbájdžánském turnaji Baku Cup 2012 se probojovala do premiérového finále dvouhry na okruhu WTA v kariéře. V úvodním kole přešla přes první nasazenou Xenii Pervakovou, která utkání ve třetí sadě skrečovala. Poté zdolala Rusku Allu Kudrjavcevovou. Mezi posledními osmi si poradila se slovenskou tenistkou Magdalénou Rybárikovou. V semifinále porazila Olgu Pučkovovou a v boji o titul nestačila na Srbku Bojanu Jovanovskou.

## Finálové účasti na turnajích WTA Tour
| Legenda                           |
| --------------------------------- |
| D – dvouhra; Č – čtyřhra          |
| Grand Slam (0)                    |
| WTA Tour Championships (0)        |
| Premier Mandatory & Premier 5 (0) |
| Premier (0)                       |
| International (0–1 D)             |

### Dvouhra: 1 (0–1)

#### Finalistka
| Č. | Datum             | Turnaj | Povrch | Vítězka           | Výsledek |
| -- | ----------------- | ------ | ------ | ----------------- | -------- |
| 1. | 28. července 2012 | Baku   | tvrdý  | Bojana Jovanovská | 3–6, 1–6 |

## Finálové účasti na turnajích okruhu ITF
| $100,000 tournaments |
| $75,000 tournaments  |
| $50,000 tournaments  |
| $25,000 tournaments  |
| $10,000 tournaments  |

### Dvouhra: 12 (5–7)
| Stav       | Č.  | Datum              | Turnaj         | Povrch | Soupeřka ve finále         | Výsledek      |
| ---------- | --- | ------------------ | -------------- | ------ | -------------------------- | ------------- |
| Vítězka    | 1.  | 5. září 2004       | Mexico City    | tvrdý  | María José López Herrera   | 6–4, 6–4      |
| Finalistka | 2.  | 13. března 2005    | Toluca         | tvrdý  | Larissa Carvalhová         | 2–6, 2–6      |
| Finalistka | 3.  | 25. listopadu 2007 | Mexico City    | tvrdý  | Clarisa Fernándezová       | 1–6, 2–6      |
| Vítězka    | 4.  | 13. prosince 2009  | Xalapa         | tvrdý  | Gira Schofieldová          | 5–7, 6–2, 7–5 |
| Finalistka | 5.  | 25. dubna 2010     | Poza Rica      | tvrdý  | Lauren Albaneseová         | 4–6, 1–6      |
| Finalistka | 6.  | 18. července 2010  | Bogotá         | antuka | Paula Ormaecheaová         | 5–7, 1–6      |
| Vítězka    | 7.  | 25. července 2010  | Waterloo       | antuka | Fatma Al Nabhaniová        | 1–6, 7–5, 7–5 |
| Finalistka | 8.  | 21. listopadu 2010 | Niterói        | antuka | Alexandra Cadanțuová       | 1–6, 6–1, 1–6 |
| Finalistka | 9.  | 5. prosince 2010   | Rio de Janeiro | antuka | Alexandra Cadanțuová       | 1–6, 3–6      |
| Finalistka | 10. | 28. května 2011    | Bangkok        | tvrdý  | Aju-Fani Damajantiová      | 6–3, 2–6, 3–6 |
| Vítězka    | 11. | 3. října 2011      | Jerevan        | antuka | Andrea Kochová-Benvenutová | 7–6(6), 6–2   |
| Vítězka    | 12. | 11. prosince 2011  | Buenos Aires   | antuka | Romana Tabaková            | 7–5, 6–3      |

### Čtyřhra: 5 (3–2)
| Stav       | Č. | Datum              | Turnaj     | Povrch | Spoluhráčka           | Soupeřky ve finále                      | Výsledek         |
| ---------- | -- | ------------------ | ---------- | ------ | --------------------- | --------------------------------------- | ---------------- |
| Vítězka    | 1. | 5. září 2009       | Celaya     | antuka | Vivian Segniniová     | Anastasia Charčenková Nathalia Rossiová | 6–1, 6–4         |
| Vítězka    | 2. | 24. dubna 2010     | Poza Rica  | tvrdý  | Lauren Albaneseová    | Macall Harkinová Vivian Segniniová      | 6–3, 7–6(6)      |
| Finalistka | 3. | 27. června 2011    | Middelburg | antuka | Florencia Molinerová  | Quirine Lemoineová Marina Zaněvská      | 3–6, 4–6         |
| Finalistka | 4. | 11. července 2011  | Bogotá     | antuka | Andrea Koch-Benvenuto | Andrea Gamizová Adriana Perezová        | 3–6, 4–6         |
| Vítězka    | 5. | 20. listopadu 2011 | Asunción   | antuka | Tereza Mrdezaová      | Ailen Aurouxová María Irigoyenová       | 6–3, 2–6, [10–5] |